# 沙阳县
沙阳县，中国古县名。
西晋太康元年（280年）置，治所在今湖北省嘉鱼县东北。属武昌郡。南朝宋元嘉十六年（439年），改属巴陵郡，孝建元年（454年）改属江夏郡。南梁承圣三年（554年）为沙州治。寻废。南陈初复置，属上嶲郡。隋朝开皇元年（581年）废。